# Reprezentacja Holandii na Mistrzostwach Świata w Narciarstwie Klasycznym 2013
Reprezentacja Holandii na Mistrzostwach Świata w Narciarstwie Klasycznym 2013 – jednoosobowa reprezentacja Holandii podczas mistrzostw świata w Val di Fiemme w 2013 roku.
Jedyną zawodniczką, reprezentującą Holandię na mistrzostwach w 2013 roku, była skoczkini narciarska Wendy Vuik. Zajęła ona 27. miejsce w konkursie indywidualnym kobiet na skoczni normalnej. W konkurencji sklasyfikowano 43 zawodniczki. Do zwyciężczyni, którą była Sarah Hendrickson, reprezentantka Holandii straciła 75,9 punktu.

## Wyniki

### Skoki narciarskie
| Data                                   | Konkurencja                 | Zawodnik   | Kwalifikacje | Kwalifikacje | Kwalifikacje | Kwalifikacje | Seria 1   | Seria 1  | Seria 2   | Seria 2  | Nota łączna | Miejsce | Źródła |
| Data                                   | Konkurencja                 | Zawodnik   | Odległość    | Nota         | Miejsce      | Miejsce      | Odległość | Nota     | Odległość | Nota     | Nota łączna | Miejsce | Źródła |
| -------------------------------------- | --------------------------- | ---------- | ------------ | ------------ | ------------ | ------------ | --------- | -------- | --------- | -------- | ----------- | ------- | ------ |
| 21.02.2013 (kwalifikacje) – 22.02.2013 | konkurs indywidualny kobiet | Wendy Vuik | —            | —            | —            | —            | 88,5 m    | 93,2 pkt | 85,5 m    | 84,6 pkt | 177,8 pkt   | 27.     | [ 2 ]  |